# Linas & Simona
Linas & Simona – litewski duet muzyczny grający muzykę pop, założony w 2004 roku przez Linasa Adomaitisa i Simonę Jakubėnaitė. Reprezentanci Litwy w 49. Konkursie Piosenki Eurowizji (2004).

## Historia zespołu
Linas Adomaitis i Simona Jakubėnaitė poznali się w 2003 roku przy pracy w projekcie muzycznym UAB Music. W 2004 roku nawiązali współpracę i wzięli udział w programie „Eurovizijos” dainų konkurso nacionalinė atranka, do których zgłosili się z utworem „What’s Happened to Your Love?”. W lutym 2004 zwyciężyli w finale selekcji, dzięki czemu zostali reprezentantami Litwy w 49. Konkursie Piosenki Eurowizji w Stambule. 12 maja wystąpili w półfinale Eurowizji 2004 i zajęli 16. miejsce, przez co nie awansowali do finału. Po udziale w konkursie nagrali materiał na pierwszy wspólny album pt. I Love U, który wydali w 2005. Płytę promowali m.in. utworem „Fight for Love and Freedom”, który nagrali z ukraińską piosenkarką Rusłaną, zwyciężczynią 49. Konkursu Piosenki Eurowizji. 
W 2007 roku wydali pierwszy album koncertowy pt. Live. Niedługo później zakończyli współpracę i zdecydowali się na kontynuowanie solowych karier.

## Dyskografia
Albumy studyjne
- I Love U (2005)

Albumy koncertowe
- Live (2007)

Single
- 2004 – „What’s Happened to Your Love?”
- 2005 – „Fight for Love and Freedom” (z Rusłaną)